# Corethron
Corethron, rod alga kremenjašica smješten ui vlastitu porodicu Corethraceae, red Corethrales i podrazred Corethrophycidae, dio razreda Coscinodiscophyceae. Sastoji se od devet taksonomski priznatih vrsta vrste
Tipična vrsta Corethron criophilum Castracane, sinonim je za C. pennatum (Grunow) Ostenfeld

## Vrste
1. Corethron aerostatum Leuduger-Fortmorel
2. Corethron columna Schütt
3. Corethron cometa Brun
4. Corethron hystrix Hensen
5. Corethron inerme Karsten
6. Corethron lusitanicum P.A.Dangeard
7. Corethron penicillus (Grunow) J.Fenner
8. Corethron pennatum (Grunow) Ostenfeld
9. Corethron rectum Leuduger-Fortmorel

## Drugi projekti
|  | Zajednički poslužitelj ima još gradiva o temi Corethron |
|  | Wikivrste imaju podatke o taksonu Corethron             |